# Michelle McNamara
Pour les articles homonymes, voir McNamara.
Michelle McNamara, née le 14 avril 1970 et morte le 21 avril 2016 à Los Angeles, est une journaliste, blogueuse et romancière de true crime américaine. Elle a notamment consacré un livre au tueur en série qu'elle surnommait le « Golden State Killer », ouvrage qui fut publié deux ans après sa mort.

## Biographie
Michelle McNamara est la fille de Rita Rigney McNamara et de Thomas W. McNamara, de Palisades Park (Michigan).
Diplômée de l'université Notre Dame en 1992 et titulaire d'un master en écriture créative de l'université du Minnesota, elle s'intéresse au true crime et fonde en 2006 son propre site sur le thème des affaires criminelles non résolues, TrueCrimeDiary. Elle crée des « pilotes » pour les chaînes de télévision ABC et Fox ainsi qu'un scénario pour la Paramount.
Le 24 septembre 2005, elle épouse le comédien Patton Oswalt. Leur fille, Alice Rigney Oswalt, naît le 15 avril 2009. 
Dans les années 2010, Michelle McNamara enquête sur une série de crimes commis en Californie entre 1976 et 1986 et dont on n'a jamais retrouvé le ou les coupables : une douzaine de meurtres, une cinquantaine de viols et une centaine de cambriolages. Trente ans après les événements, elle rouvre ce cold case, se rend sur les lieux, interroge témoins et victimes, et relit les rapports de police  pour essayer d'identifier celui qu'elle surnomme le « Golden State Killer » depuis que les autorités ont fait le lien entre différents profils de suspects et établi qu'il s'agissait du même homme. Elle lui consacre un article dans le Los Angeles Magazine en février 2013 tout en travaillant pendant plusieurs années à un livre sur le même sujet.
Le 21 avril 2016, Michelle McNamara meurt dans son sommeil, au domicile familial de Los Angeles, en raison d'une interaction médicamenteuse combinée à une maladie cardiaque non diagnostiquée.

## La fin de l'enquête

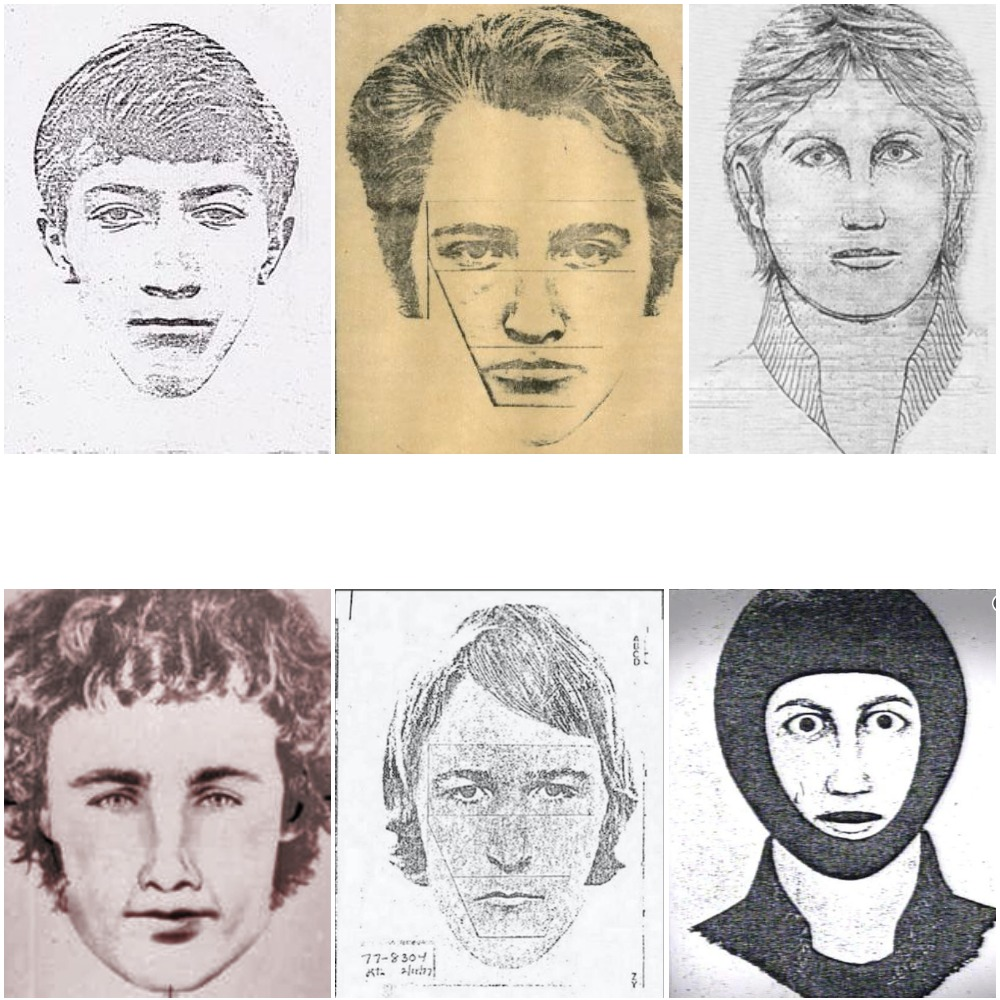
Portraits-robots du Golden State Killer dans les années 1970.

Le livre étant inachevé, son mari demande à l'écrivain Paul Haynes de l'aider à le terminer. L'ouvrage paraît à titre posthume en février 2018, préfacé par la romancière Gillian Flynn et salué en ces termes par Michael Connelly : « Michelle McNamara ne se contente pas de simplement ressusciter l'affaire du Golden State Killer, elle le fait avec humanité et élégance. » Il reste plusieurs semaines en tête des ventes dans la liste du New York Times. En avril 2018, la chaîne HBO commence à tourner une série documentaire à partir du livre.
Le 27 avril 2018, la justice californienne inculpe de meurtre un ancien officier de police âgé de 72 ans, Joseph James DeAngelo, accusé d'être le Golden State Killer.

## Publications
- Et je disparaîtrai dans la nuit : la traque obstinée d'une femme à la recherche du Golden State Killer, éd. Kero, 2018  (ISBN 978-2-36658-433-2), 400 p. Édition originale : I'll Be Gone in the Dark : One Woman's Obsessive Search for the Golden State Killer, préface de Gillian Flynn, postface de Patton Oswalt, HarperCollins, 2018  (ISBN 978-0062319784) Prix Anthony 2019 de la meilleure œuvre de non-fiction[7]